# Emigranci (film 1971)
Emigranci (szw. Utvandrarna) – szwedzki film z 1971 roku w reżyserii Jana Troella na podstawie powieści Vilhelma Moberga.

## Obsada
- Max von Sydow – Karl Oskar Nilsson
- Liv Ullmann – Kristina Nilsson
- Eddie Axberg – Robert
- Svenolof Bern – Nils
- Aina Alfredsson – Marta
- Allan Edwall – Daniel
- Monica Zetterlund – Ulrika

## Nagrody i wyróżnienia
- Oscary za rok 1972
  - najlepszy film nieangielskojęzyczny (nominacja)
  - Liv Ullmann - najlepsza aktorka (nominacja)
  - Jan Troell - najlepsza reżyseria (nominacja)
  - Jan Troell, Bengt Forslund - najlepszy scenariusz adaptowany (nominacja)
- Złote Globy 1972
  - Liv Ullmann - najlepsza aktorka dramatyczna
  - najlepszy film nieangielskojęzyczny